# Bazoges-en-Pareds
Bazoges-en-Pareds là một xã ở tỉnh Vendée trong vùng Pays de la Loire, Pháp. Xã này có diện tích 33,83 kilômét vuông, dân số năm 2006 là 1126 người. Xã này nằm ở khu vực có độ cao trung bình 84 mét trên mực nước biển.
Danh xưng dân địa phương trong tiếng Pháp là Bazogeais .

## Biến động dân số
| Năm | 1962  | 1968  | 1975  | 1982  | 1990 | 1999  | 2006  |
| --- | ----- | ----- | ----- | ----- | ---- | ----- | ----- |
| Dân số | 1 267 | 1 387 | 1 180 | 1 097 | 987  | 1 053 | 1 126 |
| From the year 1962 on: No double counting—residents of multiple communes (e.g. students and military personnel) are counted only once. |       |       |       |       |      |       |       |